# Estrada nacional 50 (Suécia)
A Rv 50 ou Estrada nacional 50 (Riksväg 50) é uma estrada nacional sueca com uma extensão de 486 km. É também conhecida como a Diagonal da Bergslag (Bergslagsdiagonalen). Liga as cidades de Jönköping e Söderhamn, passando por Ödeshög, Vadstena, Motala, Askersund, Hallsberg, Kumla, Örebro, Nora, Lindesberg, Ljusnarsberg, Ludvika, Borlänge, Falun, Ovanåker, Bollnäs, e Hudiksvall.